# 파스칼 디옹
파스칼 디옹(프랑스어: Pascal Dion, 1994년 8월 8일~)은 캐나다의 전직 쇼트트랙 선수이다. 2018년 동계 올림픽에서 남자 계주 동메달, 2022년 동계 올림픽에서 남자 계주 금메달을 획득했다.